# Віктор Мендес
Віктор Феліпе Мендес Обандо (ісп. Víctor Felipe Méndez Obando, нар. 23 вересня 1999, Вальдивія, Чилі) — чилійський футболіст, опорний півзахисник російського клубу ЦСКА та національної збірної Чилі.

## Ігрова кар'єра

### Клубна
Віктор Мендес є вихованцем столичного клубу «Уніон Еспаньйола», де він дебютував у першій команді у серпні 2017 року. Згодом футболіст забронював за собою постійне місце в основі, а з 2022 року став капітаном команди.
Влітку 2022 року Мендес підписав контракт на три роки з можливістю продовження терміну з російським клубом ЦСКА. Першу гру за московський клуб футболіст зіграв 13 серпня 2022 року.

### Збірна
З 2018 по 2019 роки Віктор Мендес виступав у складі молодіжної збірної Чилі. Брав участь у молодіжному чемпіонаті Південної Америки у 2019 році.
9 грудня 2021 року в товариському матчі проти збірної Мексики Віктор Мендес дебютував у національній збірній Чилі. В тому ж матчі Мендес відзначився гольовою передачею.

## Титули
ЦСКА
 Переможець Кубка Росії: 2022/23
 Віцечемпіон Росії: 2022/23